# SSE3
SSE3 (PNI — Prescott New Instruction) — третья версия SIMD-расширения Intel, потомок SSE, SSE2 и MMX. Впервые представлено 2 февраля 2004 года в ядре Prescott процессора Pentium 4. В 2005 AMD предложила свою реализацию SSE3 для процессоров Athlon 64 (ядра Venice, San Diego и Newark).
Набор SSE3 содержит 13 инструкций: FISTTP (x87), MOVSLDUP (SSE), MOVSHDUP (SSE), MOVDDUP (SSE2), LDDQU (SSE/SSE2), ADDSUBPD (SSE), ADDSUBPD (SSE2), HADDPS (SSE), HSUBPS (SSE), HADDPD (SSE2), HSUBPD (SSE2), MONITOR (нет аналога в SSE3 для AMD), MWAIT (нет аналога в SSE3 для AMD).
Наиболее заметное изменение — возможность горизонтальной работы с регистрами. Если говорить более конкретно, добавлены команды сложения и вычитания нескольких значений, хранящихся в одном регистре. Эти команды упростили ряд DSP- и 3D-операций.
Существует также новая команда для преобразования значений с плавающей точкой в целые без необходимости вносить изменения в глобальном режиме округления.

Google Chrome начиная с версии 89 требует наличия этих инструкций. 

## Инструкции SSE3
- ADDSUBPD (Add Subtract Packed Double).
- ADDSUBPS (Add Subtract Packed Single).
- HADDPD (Horizontal Add Packed Double).
- HADDPS (Horizontal Add Packed Single).
- HSUBPD (Horizontal Subtract Packed Double).
- HSUBPS (Horizontal Subtract Packed Single).
- FISTTP — преобразование вещественного числа в целое с сохранением целочисленного значения и округлением в сторону нуля.
- LDDQU — загрузка 128bit невыровненных данных из памяти в регистр xmm, с предотвращением пересечения границы строки кеша.

## Процессоры с поддержкой SSE3
- AMD:
  - Athlon 64 (начиная с Venice Stepping E3 и San Diego Stepping E4)
  - Athlon 64 X2
  - Athlon 64 FX (начиная с San Diego Stepping E4)
  - Opteron (начиная с Stepping E4)
  - Sempron (начиная с Palermo. Stepping E3)
  - Phenom
  - Phenom II
  - Athlon II
  - Turion 64
  - Turion 64 X2
  - AMD FX
  - AMD Ryzen
- Intel:
  - Celeron D
  - Celeron 420, 430 and 440
  - Pentium 4 (начиная с Prescott)
  - Pentium D
  - Pentium Dual-Core
  - Pentium Extreme Edition (но НЕ Pentium 4 Extreme Edition)
  - Intel Core Duo
  - Intel Core Solo
  - Intel Core 2 Duo
  - Intel Core 2 Extreme
  - Intel Core 2 Quad
  - Xeon (начиная с Nocona)
  - Atom
  - Intel Core i3
  - Intel Core i5
  - Intel Core i7
- VIA/Centaur:
  - C7
  - Nano
- Transmeta
  - Efficeon TM88xx (NOT Model Numbers TM86xx)